# The Pepper-Knepper Quintet
The Pepper-Knepper Quintet è un album a nome del quintetto di Pepper Adams e Jimmy Knepper, pubblicato dalla Metrojazz Records nel 1958. 

## Tracce
Lato A
1. Minor Catastrophe – 6:05 (Jon Hendricks)
2. All Too Soon – 5:53 (Duke Ellington)
3. Beaubien – 6:23 (Pepper Adams)

Durata totale: 18:21
Lato B
1. Adams in the Apple – 4:49 (Jimmy Knepper)
2. Riverside Drive – 5:13 (Leonard Feather)
3. I Didn't Know About You – 4:27 (Duke Ellington)
4. Primrose Path – 7:04 (Jimmy Knepper)

Durata totale: 21:33

## Musicisti
- Pepper Adams - sassofono baritono
- Jimmy Knepper - trombone
- Wynton Kelly - pianoforte, organo
- Doug Watkins - contrabbasso
- Elvin Jones - batteria